# 분청사기 인화국화문 태항아리
분청사기 인화국화문 태항아리(粉靑沙器 印花菊花文 胎壺)는 15세기 전반 인화기법을 써서 국화 무늬를 새긴 분청사기 태항아리(胎壺)이다. 1974년 7월 9일 대한민국의 국보 제177호로 지정되었다.

## 개요
분청사기로 만든 태(胎) 항아리로, 1970년 고려대학교 구내에서 건축공사를 하던 중에 발견되었다. 태 항아리는 주로 왕실에서 태를 담기 위해 사용되었으며 내항아리와 외항아리로 되어 있다.
내·외 항아리 각각에 뚜껑이 있으며, 높이 26.5cm, 입지름 9cm, 바닥지름 9.5cm인 내항아리와 높이 42.8cm, 입지름 26.5cm, 밑지름 27.6cm인 외항아리로 되어 있다. 외항아리 안에는 흙이 3분의 2쯤 차 있고, 내항아리는 짚 망태기에 넣어져 외항아리에 담겨 있었다.
내항아리 안에는 태(胎)와 태를 싸았던 것으로 짐작되는 것이 썩어 변질된 채로 남아 있으며 엽전 2닢이 들어 있었다. 외항아리는 풍만하고 내항아리는 홀쭉하다. 외항아리의 무늬에는 어깨에서부터 卍자무늬, 연꽃무늬, 국화무늬로 둘렀으며, 몸통 전체에 국화무늬를 찍어 놓았고, 몸통 아래부분에도 어깨 부위와 같은 연꽃 무늬로 띠를 둘렀다. 내항아리는 뚜껑에 육각형 무늬가 있으며, 몸통에는 국화 무늬가 가득 차 있다.
이 항아리들은 15세기 중엽 인화문(印花文) 분청사기의 가장 세련된 작품 중에 하나이다.

## 같이 보기
- 분청사기인화국화문사이부태호 - 부산광역시의 유형문화재 제102호, 동아대학교박물관 소장

## 참고 자료
- 분청사기 인화국화문 태항아리 - 국가유산청 국가유산포털
- 본 문서에는 서울특별시에서 지식공유 프로젝트를 통해 퍼블릭 도메인으로 공개한 저작물을 기초로 작성된 내용이 포함되어 있습니다.